# Love Stories & Other Musings
Love Stories & Other Musings è il quinto album in studio del gruppo post-grunge statunitense Candlebox, pubblicato nel 2012.

## Tracce
1. Youth in Revolt – 3:19
2. Sweet Summertime – 3:50
3. Believe in It – 3:49
4. She Come Over Me – 4:54
5. Turn Your Heart Around – 4:04
6. Lifelike Song – 4:37
7. Come Home – 3:58
8. Baby Love Me – 3:34
9. Them Eyes – 4:32
10. Far Behind – 4:52
11. You – 5:01
12. Cover Me – 4:44
13. Change – 6:18
14. Simple Lessons – 3:08

## Formazione

### Gruppo
- Kevin Martin - voce
- Peter Klett - chitarra
- Sean Hennesy - chitarra
- Adam Kury - basso
- Scott Mercado - batteria

### Altri musicisti
- Dave Krusen - batteria
- Walker Gibson - tastiera